# NGC 6062B
NGC 6062B (другие обозначения — MCG 3-41-122, IRAS16041+1954, PGC 57146) — спиральная галактика (Sc) в созвездии Геркулес.
Этот объект не входит в число перечисленных в оригинальной редакции «Нового общего каталога» и был добавлен позднее.